# Yoga Lin
Yoga Lin (chinois simplifié : 林宥嘉 ; pinyin : Lín Yòujiā ; né le 1er juillet 1987) est un chanteur taïwanais de mandopop. Il remporte la première saison de One Million Star (en), un concours de chant de télé-réalité organisé à Taïwan pendant ses études à l'université nationale Dong Hwa. Pendant la compétition, il envisage d'abandonner en raison de l'élimination de son ami, Eddie Tsai (蔡政霖).
Avant la sortie de son premier album intitulé Mystery Guest le 3 juin 2009 à Taïwan, Yoga Lin sort deux compilations et une bande-son d'Idol Drama. En mai-juin 2008, Lin établit un autre record à Taïwan en tant que plus jeune chanteur, avec un premier album qui n'est pas encore sorti, en organisant une tournée de concerts en solo dans trois grandes villes de Taïwan. Il termine sa tournée Yoga's Trick Concert Tour à Hong Kong et Singapour début 2009, et publie son deuxième album, Senses Around, le 30 octobre 2009. Son troisième album studio, Perfect Life, sort le 6 mai 2011. Son quatrième album studio, Fiction, sort le 22 juin 2012. Il publie sa compilation de concerts de jazz JAZZ CHANNEL le 5 février 2013.

## Biographie
Après l'émission One Million Star (en), Yoga Lin signe un contrat de six ans avec HIM International Music, et sort deux compilations et la bande-son de la série télévisée Bull Fighting (鬥牛,要不要). Entre-temps, il participe à de nombreuses représentations en direct ainsi qu'à des tournages de publicités télévisées. Il soutient notamment les scooters SYM MIO et une foire scientifique organisée par le Conseil national des sciences de Taïwan. Il soutient aussi les bonbons Hi-Chew et la boisson sportive HeySong FIN à Taïwan.
En septembre 2007, Lin se produit à Hong Kong avec son partenaire de label, Tank, pour plusieurs concerts. Plus tard dans l'année, en novembre et décembre, il se rend de nouveau à Hong Kong, à Singapour et en Malaisie pour une tournée promotionnelle. Le 29 décembre 2007, Lin, ainsi que d'autres candidats de One Million Star comme Judy Chou (周定緯), Peter Pan (潘裕文), Stanly Hsu (許仁杰), et Aska Yang (楊宗緯) donnent leur premier concert Superstar Avenue Reunion au Centre sportif de l'université nationale de Taïwan. Ce concert à guichets fermés attire plus de 4 000 spectateurs. Le 15 mars 2008, Lin et les autres chanteurs du label donnent leur premier concert officiel à l'étranger à Genting, en Malaisie. Le 3 août 2008, Lin et d'autres chanteurs du label donnent deux concerts consécutifs à Hong Kong, dont les 6 000 billets sont vendus en deux jours,. Le 3 octobre 2008, Lin est invité à se produire à la 5e édition du festival de la chanson asiatique à Séoul, en Corée du Sud, et reçoit le prix de la meilleure révélation taïwanaise. Le 25 octobre 2008, Lin remporte le prix de l'artiste le plus populaire de l'année et celui de la meilleure révélation au Hit Award de Singapour. En outre, son album Mystery Guest remporte le prestigieux prix du meilleur producteur.
Pour coïncider avec la sortie de son album, il organise également trois tournées nationales intitulées Yoga's Trick Concert Tour (林宥嘉2008迷宮巡迴演唱會), respectivement à Taipei, Taichung et Kaohsiung. Il détient le record du plus jeune artiste à avoir effectué une tournée à Taïwan. Lors de cette tournée, il est acclamé par la critique pour son répertoire de haut niveau et ses performances scéniques,,.
Lin tient son Yoga's Trick Concert à Hong Kong les 23 et 24 janvier et les deux soirées se sont déroulées à guichets fermés.

## Discographie

### Albums studio
- 2008 : Mystery Guest (神秘嘉賓) (HIM International Music)
- 2009 : Senses Around (感官/世界) (HIM International Music)
- 2011 : Perfect Life (美妙生活) (HIM International Music)
- 2012 : fiction (大/小說家) (HIM International Music)
- 2016 : Sell Like Hot Cakes (今日營業中) (HIM International Music)
- 2024 : Love, Lord (HIM International Music)

### Albums live
- 2009 : 林宥嘉香港迷宮演唱會 (HIM International Music)
- 2009 : Sense Around Live (HIM International Music)
- 2013 : Jazz Channel (HIM International Music)
- 2013 : Yoga Lin Fugue World Concert Tour Live (HIM International Music)
- 2017 : 有時 The Great Yoga, 口的形狀:林宥嘉演唱會自選LIVE (HIM International Music)
- 2018 : THE GREAT YOGA 演唱會數位Live精選 (HIM International Music)

### Singles
- That Very Song (那首歌)[14] (2007 Top 13 Love Songs)[15].
- Shadow of Your Back (背影)[16]
- Legend (傳說) (sortie numérique)[17]
- The Gaze (眼色)[18]
- Fly My Way
- Otomen (少女)[19]

- Flame in the Brook (火焰小溪)